# Blaze e Satanus
Blaze e Satanus sono personaggi immaginari, fratelli super criminali demoniaci dell'Universo DC. Sono entrambi figli mezzo-demoni del Mago Shazam e di una demonessa sconosciuta.

## Storia della Pubblicazione
Satanus apparve per la prima volta in Action Comics n. 527 (gennaio 1982) e fu creato da Marv Wolfman e Curt Swan. Blaze apparve per la prima volta in Action Comics n. 655 (luglio 1990) e fu creata dallo scrittore Roger Stern e Bob McLeod.

## Biografia dei personaggi

### Lord Satanus
Apparve per la prima volta in Action Comics n. 527 creato da Marv Wolfman e Curt Swan in una storia intitolata "Stregoneria su Stonehenge". Si incontrerà anche la moglie di Stanus, Syrene. Lord Satanus rasenta il tipico demone, salvo il fatto che indossa un pesante elmetto in stile romano ed ha la faccia nera o, a causa dell'elmetto, la sua faccia è sempre in ombra. La storia Demon War lo reintrodusse come fratello di Blaze. Combatterono per la possessione dei domini di Blaze, usando Superman come pedina. Alla fine della storia si rivela che l'identità di Satanus è quella di Colin Thornton, editore del giornale Newstime, apparso per la prima volta nel novembre 1989, che aveva appena assunto Clark Kent come giornalista.

### Blaze
Blaze fu reintrodotta in Action Comics n. 665 (luglio 1990), sebbene abbia lavorato dietro le scene prima di questo, essendo coinvolta nella creazione dei criminali dei fumetti di Superman: Silver Banshee e Skyhook. Una demonessa dalla pelle rossa e le corna, si nasconde come Angelica Blaze, proprietaria di un night club di Metropolis al fine di rubare anime. Superman la seguirà all'Inferno combattendola per le anime di Jimmy Olsen e del figlio di Perry White, Jerry (che in realtà era il figlio della moglie di Perry e di Lex Luthor). Superman riesce a salvare Jimmy Olsen ma Blaze uccide Jerry White, il cui sacrificio disinteressato gli salva l'anima.

### Il Mago Shazam
L'ultima comparsa di Blaze a Fawcett City fu quando prese le sembianze mortali di un boss della mafia. I suoi piani per la città (e con lei la Roccia dell'Eternità) furono vanificati da Capitan Marvel e la Famiglia Marvel. La storia rivela anche che lei e Satanus erano solo mezzi-demoni, essendo loro padre il Mago Shazam, e che fu Blaze a corrompere Black Adam.

### DMN
Lord Satanus, nel frattempo, aveva creato il DMN, una droga magica che trasformava le persone in demoni, che fu distribuita solo in luoghi del mondo dove la gente era in situazioni disperate. Dopo la Caduta di Metropolis, la città divenne una di queste aree. Inorridito da ciò che aveva colpito la sua casa, Satanus mandò un messaggio magico a Zatanna, che utilizzò la conoscenza di Superman e di Perry White della città per ricostituirla. Satanus utilizzò di nuovo i tossicodipendenti del DMN, tuttavia, per distrarre Shazam dal percepire la sua presenza, quando il Mago visitò Metropolis.
Seguendo la ricostruzione di Metropolis di Brainiac 13, Satanus ebbe uno sforzo ambizioso nel catturare le anime dell'intera città. Superman offrì la propria anima in cambio, ma naturalmente batté Satanus, con l'aiuto di un giovane psichico e un misterioso sciamano chiamato Night Eagle, che implicitamente, poteva essere Blaze.
In un'altra storia, Lord Satanus apparve nell'arco dei titoli di Superman in The Reign of Emperor Joker. In questa storia, regnò nell'Inferno di quella realtà e offrì all'angelica Supergirl e ad un Superboy a cui fu fatto il lavaggio del cervello, di esaudire i loro desideri più nascosti in cambio delle loro anime, molto simile al suo compagno demone Neron, dopo che furono uccisi in un'esplosione causata dal mostruoso Ignition. Affermò che, proprio come dio, fu obbligato a vivere in tutte le realtà e le dimensioni contemporaneamente. Alla fine, quando Supergirl lo annoiò con le sue incessanti richieste, lui li rimandò in vita, affermando che nessun inferno in cui avrebbe potuto mandarli sarebbe stato peggiore del mondo del Joker.

### Il Giorno della Vendetta
Satanus recentemente rivelò a Superman che lui era Colin Thornton quando lo Spettro arrivò a Metropolis, come parte della sua missione di distruggere la magia oscura durante la miniserie Il giorno della vendetta. Se Lord Satanus fu distrutto o no, non fu rivelato. Apparve al trono dei maghi per accogliere lo Spettro durante le Crisi Infinite. Più recentemente, in DC Nation, viene mostrato su una Lista di Natale dei personaggi che Satanus e Neron vogliono conquistare l'Inferno e fu scritto che per loro sarebbe stato un problema.

### Regnare all'Inferno
Blaze e Satanus sono i personaggi principali nella storia Reign in Hell (giugno 2008). In questa storia, sono divenuti i sovrani del Purgatorio e guidano una ribellione contro l'Inferno offrendo "speranza ai senza speranza". Sono combattuti da Neron e altri personaggi demoniaci dell'Universo DC.